# تیمیروو (شهرستان شارانسکی، باشقیرستان)
تیمیروو (انگلیسی: Timirovo, Sharansky District, Republic of Bashkortostan) یک شهرک در شهرستان شارانسکی استان باشقیرستان کشور روسیه است.